# هاني هاني
هاني هاني ممثل ومخرج مسرحي عراقي. من مواليد 1943 بالموصل ويعد من المخرجين الذين أرسوا قواعد وتقاليد عريقة في المسرح العراقي.

## سيرته
ولد الفنان هاني محمد محمد حسين في مدينة الموصل شمال العراق عام 1943 من عائله مكونة من أربعة أخوات وأربع إخوان كان هو الأكبر من صغره يهوى الكتابة والرسم ولديه لوحات عديدة تعبر عن هوايته التي كان محترفا لها كان والده ينوي إدخاله إلى كلية الطيران لكن هاني كان ينوي الذهاب إلى بغداد ليدخل كلية الفنون ودخلها عام 1964 بقسم المسرح وحصل على شهادة البكالوريوس عام 1968.
بعدها انضم إلى كادر وزارة الشباب والرياضة وكان يعمل مخرجا في إذاعة صوت الجماهير آنذاك وبعد ذلك انضم مع مجموعة من الفنانين إلى الفرقة القومية للتمثيل التابعة إلى مؤسسة الدائرة السينما والمسرح عام 1970 وبدأ منذ ذاك العام التمثيل والإخراج وكانت أعماله كثيره منها من إخراجه أنشودة العمل وأنا لا أستطيع تصور الغد وألف أمنية وأمنية وأناس والحجارة وحكاية من الخندق الخلفي وقصة حب معاصرة، وفي مجال السينما مثل في  فيلم يوم آخر للمخرج صاحب حداد ومسافر ليل وفتى الصحراء والقناص لفيصل الياسري والمسألة الكبرى مع محمد شكري جميل وأيضا مثل في فيلم القادسية لصلاح أبو سيف وأخذ أدواره في الدراما التلفزيونية ومنها أعمال بدوية كثيرة (لأنه كان من هوات ركوب الخيل) وأعمال روائية منها الأماني الضالة وجرف الملح والمتمردون.
حاز على الكثير من الجوائز منها جائزة أفضل مخرج في مهرجان قرطاج عام 1991 عن عمله قصة حب معاصرة لمؤلفه فلاح شاكر وتمثيل المبدعان جواد الشكرجي وسهير إياد وموسيقى الموسيقار نصير شمه وبدء اسم هاني هاني ينتشر في أرجاء الوطن العربي كمخرج عراقي.
وفي اليوم 26 من فبراير عام 1993 توفي المخرج العراقي إثر حادث سير .